# Лагранж д’Аркьен, Анри-Альбер де
Анри-Альбер де Лагранж Монтиньи маркиз д'Аркьен (фр. Henri-Albert de La Grange Montigny d'Arquien; 8 сентября 1613, Кале — 24 мая 1707, Рим) — французский генерал и кардинал. Кардинал-дьякон с 12 декабря 1695, с титулярная диакония Сан-Никола-ин-Карчере с 11 апреля 1699 по 24 мая 1707.

## Биография
Происходил из старинного дворянского рода, обосновавшегося в Берри к 1440 году, и из которого происходили маршал Франции, которому он доводился племянником, и рыцари орденов короля.
Сын Антуана де Лагранжа д'Аркьена, губернатора Кале, и Анн д'Ансенвиль.
Сеньор де Бомон, де При и д'Энси.
Как и отец, поступил на военную службу. 31 декабря 1643 стал капитаном Орлеанского кавалерийского полка. Командовал ротой при осаде Гравелина (1644), взятии Касселя, Мардика, Линка, Бетюна и Сен-Венана в 1645 году, взятии Куртре, Берга и Дюнкерка в 1646-м, Ла-Басе в 1647-м, взятии Ипра и битве при Лансе в 1648-м, блокировании Парижа, осаде Камбре и взятии Конде в 1649-м, помощи Гизу, осаде Ретеля и Ретельском сражении в 1650-м.
6 мая 1651 стал лейтенант-кампмейстером своего полка, командовал полком в сражениях гражданской войны в кампании 1652 года: в боях при Блено и Этампе, и в сражении в Сент-Антуанском предместье. 28 июня 1652 произведен в лагерные маршалы. В апреле 1654 отказался от командования полком, чтобы стать капитаном швейцарской гвардии герцога Орлеанского.
Женился на Франсуазе де Лашатр (ум. 1672), дочери Жана-Батиста де Лашатра, сеньора де Брюйебо, и Габриели Лами.
Дети:
- Анн-Луи де Лагранж, маркиз д'Аркьен. в 1690 году натурализовался в Польше, стал полковником драгун и капитаном гвардии польского короля
- Луи (ум. 1672), называемый шевалье д'Аркьен. Убит при осаде Орсуа, города в Рейнской Пруссии, взятого Людовиком XIV
- Луиза-Мари (28.06.1638—11.11.1728), камер-фрейлина королевы Марии-Терезии. Муж (11.12.1668): Франсуа-Гастон де Бетюн (1638—1692), маркиз де Шабри, называемый маркизом де Бетюном, посол в Польше и Швеции
- Мария Казимира (28.06.1641—30.01.1716). Муж: 1) (3.03.3658): Ян Замойский (1627—1665), воевода Сандомирский; 3) (5.07.1665): Ян III Собеский (1629—1696), король Польши
- Жанна, монахиня-урсулинка в Невере
- Франсуаза, монахиня в аббатстве Сен-Лоран в Бурже
- Мари-Анн. Муж (19.06.1678): Ян Велепольский (ум. 1688), великий канцлер Польши, посол во Франции

2-я жена (30.08.1673): Шарлотта де Ла-Фен-де-Сален (ум. 4.1692), дочь Филиппа де Ла-Фен-де-Салена, сеньора де Ла-Нокль, и Шарлотты де Сен-Желе, дамы де Бельфе в Пуату
Овдовев, отправился в Польшу, где одна из его дочерей стала королевой. Она пыталась добиться у Людовика XIV герцогства-пэрии для своего отца, но король Франции согласился лишь на пожалование в рыцари орденов короля (инсигнии приняты из рук польского короля в Жолкве 13.04.1694).
Не преуспев во Франции, Мария-Казимира обратилась к папе Иннокентию XII, и тот 12 ноября 1695 возвел ее отца в сан кардинала. 11 апреля 1696 получил титул кардинала-дьякона Сан-Никола-ин-Карчере. В том же году умер Ян Собеский, а в 1699 королева вместе с отцом перебралась в Рим. Участвовал в конклаве 1700 года, где был избран Климент XI. Не был посвящен в духовный сан. Погребен в церкви Мадонна делла Виттория босых кармелитов.